# إليزابيث تيودور (1492–1495)
إليزابيث تيدور (بالإنجليزية: Elizabeth Tudor)‏ ولدت في 2 يوليو 1492 وتوفيت في 14 سبتمبر 1495. هي ابنة الملك هنري السابع و أمها الملكة إليزابيث يورك و هي الأبنة الرابعة للملكين.

## النشأة والموت السريع
كانت الأبنة الرابعة من بين ثلاثة أخوة وهم آرثر أمير ويلز و الأمير هنري لاحقا:هنري الثامن
و الأميرة مارغريت، تعاقدوا أن تتزوج مستقبلا الأمير فرانسيس لاحقا:فرانسيس الأول , عندما بلغت سنواتها الثالثة تدق لم يكن موتها غامضا أما بمرض السل أو مرض الحمى من نوعا ما، توفيت قبل ولادة أختها ماري تيدور/لاحقا:ماري تيدور ملكة فرنسا بستة أشهر في عام 1492 .

## روابط إضافية
- Princess Elizabeth Tudor on FindAGrave.com